# Fuente-Tójar
Fuente-Tójar is een gemeente in de Spaanse provincie Córdoba in de regio Andalusië met een oppervlakte van 24 km². Fuente-Tójar telt 711 inwoners (1 januari 2016).

## Demografische ontwikkeling
Bron: INE, 1857-2011: volkstellingen
Opm.: Tot 1857 behoorde Fuente-Tójar tot de gemeente Priego de Córdoba